# Nick Pippenger
Nicholas „Nick“ Pippenger (* 1947) ist ein US-amerikanischer Forscher im Bereich der theoretischen Informatik.
1965 erhielt er am Shimer College einen Bachelor of Science in Naturwissenschaft. Pippenger setzte nun sein Studium am Massachusetts Institute of Technology (MIT) fort und erhielt dort 1967 einen Bachelor of Science in Elektrotechnik. 1969 folgte ein Master of Science in demselben Fach. Nach seiner Promotion in Elektrotechnik (1974 am MIT) lehrte er zeitweise an der University of British Columbia in Vancouver, British Columbia. Ab 2003 lehrte er an der Princeton University in New Jersey. Darüber hinaus gehörte er dem Almaden IBM Research Center in San Jose, Kalifornien an. Seit 2006 ist er Professor für Mathematik am Harvey Mudd College.
Zu seinen wichtigsten Forschungsergebnissen gehören eine Reihe von Erkenntnissen über parallelisierbare Probleme. Die Klasse dieser Probleme trägt daher auch seinen Namen und wird als Nick's Class oder kurz NC bezeichnet. Darüber hinaus trug Pippenger Forschungsergebnisse im Bereich der Compiler-Optimierung bei. 
Pippenger ist ein Fellow der Royal Society of Canada, der Association for Computing Machinery und des Institute of Electrical and Electronics Engineers. Des Weiteren ist er Mitglied der American Mathematical Society, der Mathematical Association of America und der Society for Industrial and Applied Mathematics. 2009 erhielt er die Ehrendoktorwürde der Dalhousie University.

## Veröffentlichungen
- Theories of Computability, (Cambridge University Press, 1997)